# USS Sturtevant (DE-239)
USS Sturtevant (DE-239) là một tàu hộ tống khu trục lớp Edsall từng phục vụ cùng Hải quân Hoa Kỳ trong Chiến tranh Thế giới thứ hai. Nó là chiếc tàu chiến thứ hai của Hải quân Hoa Kỳ được đặt cái tên này, theo tên Thiếu úy Hải quân Albert D. Sturtevant (1894-1918), phi công hải quân đã tử trận tại Bắc Hải trong Chiến tranh Thế giới thứ nhất và được truy tặng Huân chương Chữ thập Hải quân. Nó đã phục vụ cho đến khi chiến tranh kết thúc, xuất biên chế năm 1946, rồi được huy động trở lại để phục vụ từ năm 1951 đến năm 1962, được xếp lại lớp như một tàu hộ tống khu trục cột mốc radar DER-239 vào năm 1957. Con tàu cuối cùng bị bán để tháo dỡ vào năm 1973.

## Thiết kế và chế tạo
Lớp Edsall có thiết kế hầu như tương tự với lớp Cannon dẫn trước; khác biệt chủ yếu là ở hệ thống động lực Kiểu FMR do được trang bị động cơ diesel Fairbanks-Morse dẫn động qua hộp số giảm tốc đến trục chân vịt. Đây là cấu hình động cơ được áp dụng rộng rãi trên tàu ngầm, được chứng tỏ là có độ tin cậy cao hơn so với lớp Cannon.
Vũ khí trang bị bao gồm ba pháo 3 in (76 mm)/50 cal trên tháp pháo nòng đơn có thể đối hạm hoặc phòng không, một khẩu đội pháo phòng không Bofors 40 mm nòng đôi và tám pháo phòng không Oerlikon 20 mm. Vũ khí chống ngầm bao gồm một dàn súng cối chống tàu ngầm Hedgehog Mk. 10 (có 24 nòng và mang theo 144 quả đạn); hai đường ray Mk. 9 và tám máy phóng K3 Mk. 6 để thả mìn sâu. Con tàu vẫn giữ lại ba ống phóng ngư lôi Mark 15 21 inch (533 mm), và được trang bị radar SC dò tìm không trung và mặt biển. Thủy thủ đoàn đầy đủ bao gồm 186 sĩ quan và thủy thủ.
Sturtevant được đặt lườn tại xưởng tàu của hãng Brown Shipbuilding, ở Houston, Texas vào ngày 15 tháng 7, 1942. Nó được hạ thủy vào ngày 3 tháng 12, 1942, được đỡ đầu bởi bà William North Sturtevant, và nhập biên chế cùng Hải quân Hoa Kỳ vào ngày 16 tháng 6, 1943 dưới quyền chỉ huy của Hạm trưởng, Thiếu tá Hải quân Frederick William Hawes.

## Lịch sử hoạt động

### 1943 - 1946
Sau khi hoàn tất việc chạy thử máy tại khu vực Bermuda và tiến hành huấn luyện ngoài khơi bờ biển Rhode Island, Sturtevant bắt đầu làm nhiệm vụ hộ tống vận tải vượt Đại Tây Dương trong gần hai năm tiếp theo sau. Nó khởi hành vào ngày 24 tháng 9, 1943 cho chuyến đi đầu tiên sang Casablanca, Maroc thuộc Pháp và Gibraltar. Sau khi thực hiện thêm hai chuyến hộ tống vận tải khứ hồi khác sang Bắc Phi, nó chuyển sang phụ vụ trên tuyến hàng hải tại Bắc Đại Tây Dương hướng sang khu vực quần đảo Anh, thực hiện năm chuyến hộ tống vận tải khứ hồi đến Derry, Bắc Ireland. Sau đó con tàu còn có hai chuyến đi khứ hồi đến Liverpool, Anh, hai chuyến đi khứ hồi đến Cardiff, Wales cùng một chuyến đi khứ hồi đến Southampton, Anh. Xen kẻ giữa các chuyến đi là những giai đoạn được đại tu và sửa chữa tại Xưởng hải quân New York cùng các đợt huấn luyện tại Casco Bay, Maine và Montauk Point, Long Island. Sturtevant đã thực hiện tổng cộng 13 chuyến hộ tống vận tải khứ hồi trong suốt giai đoạn Trận Đại Tây Dương.
Sau khi chiến tranh kết thúc tại Châu Âu, Sturtevant đi vào Xưởng hải quân New York vào ngày 9 tháng 6, 1945, nơi nó được sửa chữa trong hơn một tháng, đồng thời được tăng cường hỏa lực phòng không, trước khi được điều động sang khu vực Mặt trận Thái Bình Dương. Trên đường đi, nó ghé đến vịnh Guantánamo, Cuba để huấn luyện trong hai tuần trước khi tiếp tục hành trình, băng qua kênh đào Panama để chuyển sang vùng bờ Tây. Tuy nhiên, trước khi con tàu đến được San Diego, California, Nhật Bản đã chấp nhận đầu hàng vào ngày 15 tháng 8, giúp chấm dứt vĩnh viễn cuộc xung đột. Dù sao con tàu vẫn tiếp tục đi sang vùng biển Hawaii theo kế hoạch.
Được lệnh quay trở lại vùng bờ Đông, Sturtevant vận chuyển hành khách từ Trân Châu Cảng về San Pedro, California trong chặng đầu của hành trình, rồi về đến Charleston, South Carolina vào ngày 25 tháng 9. Tại đây nó được đại tu để chuẩn bị ngừng hoạt động, rồi được cho xuất biên chế tại Green Cove Springs, Florida vào ngày 24 tháng 3, 1946, và được đưa về Hạm đội Dự bị Đại Tây Dương.

### 1951 - 1960
Sau hơn năm năm bị bỏ không trong thành phần dự bị tại Florida, Sturtevant được cho tái biên chế trở lại vào ngày 3 tháng 8, 1951 dưới quyền chỉ huy của Hạm trưởng, Thiếu tá Hải quân Richard B. Redmayne. Trong bốn năm tiếp theo, nó hoạt động dọc theo vùng bờ Đông Hoa Kỳ và vùng biển Caribe, trải rộng suốt từ Labrador, Canada ở phía Bắc cho đến Cuba ở phía Nam. Phần lớn thời gian của nó được dành cho việc huấn luyện phối hợp tại Trường Sonar Hạm đội tại Key West, Florida, hay với Lực lượng Chống ngầm Hạm đội Đại Tây Dương.
Trong chuyến đi thực tập dành cho học viên sĩ quan của Học viện Hải quân Hoa Kỳ vào mùa Hè năm 1955, Sturtevant đã viếng thăm nhiều cảng Châu Âu. Sau đó nó tiếp tục phục vụ cùng Trường Sonar Hạm đội và các hoạt động thường lệ khác. Nó tiếp tục thực hiện một chuyến thực tập mùa Hè khác trong tháng 7 và tháng 8, 1956, lần này đi đến vùng kênh đào Panama và vịnh Guantánamo, Cuba.
Đi đến Xưởng hải quân Philadelphia vào ngày 31 tháng 10, 1956, Sturtevant được cải biến thành một tàu hộ tống khu trục cột mốc radar; công việc kéo dài cho đến ngày 5 tháng 10, 1957, khi nó được xếp lại lớp với ký hiệu lườn mới DER-239. Con tàu rời Philadelphia, Pennsylvania vào ngày 7 tháng 2, 1958 để chuyển sang hoạt động tại khu vực Thái Bình Dương, ghé qua Newport, Rhode Island; San Juan, Puerto Rico; Acapulco, Mexico; và San Diego, California trước khi đi đến Trân Châu Cảng vào ngày 18 tháng 3. Sau khi hoàn tất việc huấn luyện tại khu vực quần đảo Hawaii, nó phục vụ như cột mốc radar trong Hệ thống Cảnh báo sớm Tên lửa đạn đạo (BMEWS: Ballistic Missle Early Warning System) tại hàng rào Thái Bình Dương.
Sturtevant tiếp tục phục vụ cùng Hạm đội Thái Bình Dương cho đến tháng 6, 1960, khi nó được cho xuất biên chế và neo đậu tại San Diego, California, trong thành phần Hạm đội Dự bị Thái Bình Dương. Con tàu bị bỏ không cho đến mùa Thu năm 1970, khi một ủy ban thanh tra đánh giá nó không còn phù hợp để tiếp tục phục vụ. Tên nó được cho rút khỏi danh sách Đăng bạ Hải quân vào ngày 1 tháng 12, 1972, và con tàu sau cùng bị bán cho hãng National Metal and Steel Corp. tại Terminal Island, California để tháo dỡ vào ngày 20 tháng 9, 1973.

## Phần thưởng
Nguồn: Navsource Naval History
|  |  |  |
|  |  |  |

| Huân chương Chiến dịch Hoa Kỳ                      |                                      |                                       |
| Huân chương Chiến dịch Châu Âu-Châu Phi-Trung Đông | Huân chương Chiến thắng Thế Chiến II | Huân chương Phục vụ Phòng vệ Quốc gia |